# Iglesia de Nuestra Señora del Carmen (Cruz Bay)
La Iglesia de Nuestra Señora del Carmen (en inglés: Church of Our Lady of Mount Carmel) es el nombre que recibe un edificio religioso que pertenece a la Iglesia Católica y se encuentra ubicado en la localidad de Cruz Bay en Saint John  la más pequeña de las tres islas principales de las Islas Vírgenes de Estados Unidos en el Mar Caribe.

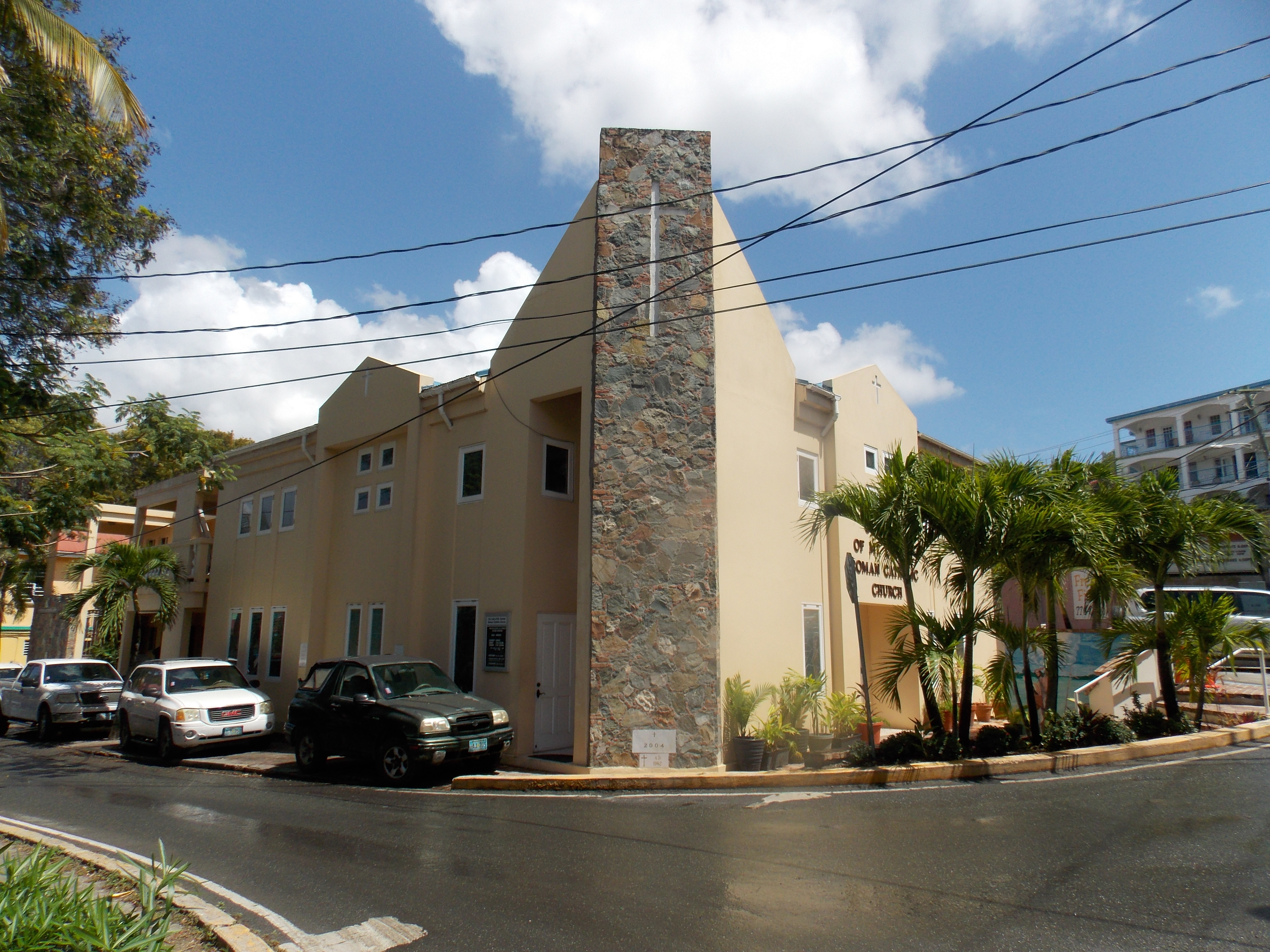
Otra Vista de la iglesia

El templo que fue inaugurado y bendencido en 1962, sigue el rito romano o latino y esta bajo la jurisdicción de la Diócesis de Santo Tomás en las Islas Vírgenes (Dioecesis Sancti Thomae in Insulis Virgineis). Tiene sus orígenes en la donación de tierra que realizó William Callahan a principios de 1960 para construir una parroquia católica.
En 2012 la parroquia inició una campaña para buscar una donación de terrenos que le permitiera construir otro templo en el sector debido a que el actual templo se hizo insuficiente para las necesidades y tamaño de la congregación.